# 2001 au Liban
Chronologie du Liban
- 1997
- 1998
- 1999
- 2000
- 2001
- 2002
- 2003
- 2004
- 2005

Cet article présente les faits marquants de l'année 2001 au Liban ou concernant ce pays.

## Évènements
- Création du Festival du film libanais de Beyrouth par Pierre Sarraf et Nadim Tabet.
- Championnat du Liban de football 2000-2001 : de nombreuses rencontres du championnat, tout au long de la saison et concernant sept équipes, se sont révélées arrangées. Les investigations menées durant la fin de la compétition par la fédération l'ont conduit à soupçonner sept clubs : Al Tadamon Tyr, Akhaa Ahli Aley, Shabab Al Sahel, Homenmen Beyrouth, Salam Zghorta, Safa Beyrouth et Al Ahly Sidon. L'ensemble de leurs résultats est d'abord annulé puis il est décidé de donner match perdu sur tapis vert (0-2) tout match qui s'avère truqué. Quinze joueurs et sept officiels de clubs sont suspendus à vie et le 22 juin, les sept clubs coupables sont automatiquement relégués en deuxième division. Afin de pouvoir démarrer un championnat à 10 équipes, les 3e et 4e de D2 sont promus et une poule de promotion est organisée entre 4 clubs de deuxième division.
- 30 janvier : Résolution 1337 du Conseil de sécurité des Nations unies adoptée à l'unanimité. Après avoir réaffirmé toutes les résolutions sur Israël et le Liban, en particulier la résolution 425 (de 1978), la résolution 426 (de 1978), la résolution 501 (de 1982), la résolution 508 (de 1982), la résolution 509 (de 1982), la résolution 520 (de 1982) et la résolution 1310 (de 2000), le Conseil a décidé de proroger le mandat de la Force intérimaire des Nations unies au Liban (FINUL) pour six mois supplémentaires, jusqu'au 31 juillet 2001[1].
- 16 avril : l'armée israélienne bombarde une station radar syrienne à l'est de Beyrouth[2].
- 31 juillet : Résolution 1365 du Conseil de sécurité des Nations unies adoptée à l'unanimité. Après avoir réaffirmé toutes les résolutions sur Israël et le Liban, en particulier la résolution 425 (de 1978), la résolution 426 (de 1978), la résolution 1310 (de 2000) et la résolution 1337 (de 2001), le Conseil a décidé de proroger le mandat de la Force intérimaire des Nations unies au Liban (FINUL) pour six mois supplémentaires, jusqu'au 31 janvier 2002[3].